# Cometaster lucida
Cometaster lucida là một loài bướm đêm trong họ Erebidae.